# Trattato di Nyssa
Il trattato di Nyssa fu stipulato il 3 ottobre 1739 a Niš (nell'odierna Serbia) fra l'Impero ottomano e l'Impero russo a conclusione della guerra russo-turca del 1735-1739.

## Antefatti
Con la guerra del 1735-1739 la Russia aveva cercato di occupare la fortezza di Azov e la Crimea come primo passo per ottenere la supremazia nel Mar Nero. Grazie ai successi militari conseguiti dalle sue truppe comandate dal maresciallo Burkhard Christoph von Münnich (1683 – 1767) contro i turchi, la Russia ruppe la resistenza del khanato di Crimea, le sue truppe attraversarono il Nistro ed entrarono in Moldavia, ove occuparono nel 1739 la capitale Iași. Nel 1737 l'Austria, in forza di un trattato d'alleanza con la Russia stipulato nel 1726, entrò in guerra a fianco di quest'ultima contro l'Impero ottomano, ma dopo la pesante sconfitta di Grocka del 22 luglio 1739 fu costretta a stipulare con i turchi un trattato di pace separata a Belgrado, con il quale cedette gran parte dei territori ottenuti vent'anni prima con la pace di Passarowitz. 
In cambio il sultano Mahmud I riconosceva l'Austria come protettrice ufficiale dei cristiani sudditi dell'Impero ottomano, cosa che veniva da tempo richiesta anche dalla Russia almeno nei confronti dei correligionari ortodossi. 
La pace con l'Austria liberò considerevoli forze turche divenute quindi disponibili per il fronte russo. La resa austriaca ebbe inoltre un enorme effetto sulla zarina e sulle alte gerarchie russe che cercarono immediatamente di accordarsi con il sultano. 

## Il trattato
L'accordo fu raggiunto a Niš: la Russia rinunciò sia alla Moldavia che alla Crimea ed ottenne in cambio di costruire un porto ad Azov, senza però poterlo fortificare né poter tenere una sua flotta militare nel mar Nero.